# Lucy Punch
Lucy Punch (Hammersmith, 30 de dezembro de 1977) é uma atriz britânica.
Frequentou, mas não concluiu, a University College London antes de se dedicar a carreira de atriz. Desde 2006 passou a residir em West Hollywood, Califórnia.
Atuou principalmente em séries britânicas até participar de filmes nos Estados Unidos. Sua filmografia inclui You Will Meet a Tall Dark Stranger, Dinner for Schmucks, Stand Up Guys e principalmente a comédia Bad Teacher. 
Atuou na série Ben and Kate com a personagem B.J.Harrison ,inserida no catálogo de séries da Netflix .Ben and Kate é uma série de televisão americana que estreou nos Estados Unidos em 25 de setembro de 2012 na Fox.
Em 8 de outubro de 2012, após apenas dois episódios terem sido exibidos, a Fox anunciou que a série teria uma temporada completa, totalizando 19 episódios.
Atualmente ela participa da série original Netflix: A Series of Unfortunate Events interpretando a personagem Esmé Squalor.